# Queijo de Tomar
Queijo de Tomar é um queijo português oriundo da cidade de Tomar, na região do Ribatejo.
Fabricado com leite de ovelha, é um queijo semi duro, de basta esbranquiçada.
Apresenta um tamanho pequeno, com diâmetro de cerca de 5 cm e altura de cerca de 4 cm.
É possível consumi-lo fresco, semiduro ou completamente curado, possuindo algumas semelhanas com o queijo Rabaçal, no caso de ser consumido fresco. Quando é consumido curado, pode antecipadamente ser mergulhado em azeite, adquirindo dessa forma um sabor peculiar.